# Sant Crist del Boix
El Sant Crist del Boix és la capella de la masia del Boix, de la comuna de Prats de Molló i la Presta, a la comarca del Vallespir (Catalunya del Nord). Està situada a la masia del Boix, que es troba al nord-oest dels Hostalets i al nord de la Presta, enlairada en la carena de ponent del Còrrec de la Fredera.